# Valérie Schmaltz
Valérie Schmaltz est une journaliste et femme politique québécoise, élue députée de Vimont à l'Assemblée nationale du Québec sous la bannière de la Coalition avenir Québec lors des élections générales du 3 octobre 2022.

## Biographie

### Carrière politique
Après avoir occupé le poste de directrice de communication de la Coalition avenir Québec en 2019 et être devenue la présidente du Comité d’action local du parti dans la circonscription de Vimont, elle est choisie en mai 2022 comme candidate caquiste de cette circonscription pour les élections de l'automne suivant,. Le 3 octobre 2022, elle remporte l'élection avec 34,3 % des voix et une majorité de 1 416 voix sur sa principale rivale, la candidate du Parti libéral, Anabela Monteiro,. Elle brise ainsi le règne libéral des six derniers scrutins.
Le 4 novembre 2022, elle est nommée adjointe gouvernementale de la ministre de l'Immigration, de la Francisation et de l'Intégration, Christine Fréchette, avec la responsabilité d’épauler celle-ci dans les dossiers liés à la francisation,.
Elle est la représentante de la section du Québec au Réseau des femmes parlementaires de la Confédération parlementaire des Amériques depuis le 20 février 2023. Le 2 décembre 2022, elle devient présidente de séance.

## Vie privée
Valérie Schmaltz est mère de trois enfants.

## Résultats électoraux
|                                                                                             | Nom                | Parti            | Nombre de voix | %      | Maj.  |
| ------------------------------------------------------------------------------------------- | ------------------ | ---------------- | -------------- | ------ | ----- |
|                                                                                             | Valérie Schmaltz   | Coalition avenir | 10 957         | 34,3 % | 1 416 |
|                                                                                             | Anabela Monteiro   | Libéral          | 9 541          | 29,8 % | -     |
|                                                                                             | Stefano Piscitelli | Conservateur     | 4 118          | 12,9 % | -     |
|                                                                                             | Josée Bélanger     | Québec solidaire | 3 669          | 11,5 % | -     |
|                                                                                             | Nathalie Lavigne   | Parti québécois  | 3 379          | 10,6 % | -     |
|                                                                                             | Rita Lo Cicero     | Vert             | 301            | 0,9 %  | -     |
| Total                                                                                       | Total              | Total            | 31 965         | 100 %  |       |
| Le taux de participation lors de l'élection était de 70 % et 349 bulletins ont été rejetés. |                    |                  |                |        |       |